# Долгий Антон Сергійович
Антон Сергійович Долгий (нар. 26 березня 1992, Україна) — український футболіст, півзахисник клубу «Черкащина».

## Клубна кар'єра
Вихованець футбольної академії київського «Динамо». У 2009 році підписав свій перший професіональний контракт зі столичним клубом, але через високу конкуренцію в головній команді не зіграв жодного офіційного поєдинку. У молодіжній першості в футболці динамівців зіграв 10 поєдинків. Дебютував на професіональному рівні в футболці першолігового фарм-клубу киян «Динамо-2» 21 серпня 2009 року в переможному (2:1) домашньому поєдинку 5-го туру проти ФК «Львова». Антон вийшов на поле на 77-й хвилині, замінивши Володимира Коваля. Усього в складі другої команди динамівців зіграв 2 матчі в першій лізі.
У 2011 році перейшов до складу донецького «Металурга», але, як і в «Динамо», через високу конкуренцію в основній команді дебютувати не зміг. У сезоні 2011/12 років виступав за молодіжну команду металургів, в складі якої зіграв 15 матчів. Після цього виступав в орендах. У тому ж сезоні виступав у першоліговій «Зірці». У футболці кіровоградського клубу дебютував 24 березня 2012 року в переможному (2:1) домашньому поєдинку 22-го туру проти ФК ФК «Львова». Долгий вийшов на поле в стартовому складі, а на 62-й хвилині його замінив Іван Войтенко. Загалом у складі «Зірки» зіграв 11 матчів. Напередодні початку сезону 2012/13 років, знову на правах оренди, перейшов до табору іншого першолігового клубу, харківського «Геліоса». У футболці «сонячних» дебютував 14 липня 2012 року в переможному (2:0) виїзному поєдинку 1-го туру проти МФК «Миколаєва». Антон вийшов у стартовому складі, на 34-й хвилині отримав жовту картку, а на 51-й хвилині його замінив Олексій Кривошеєв. Протягом свого перебування в харківському клубі зіграв 26 матчів у першій лізі та 2 поєдинки в кубку України.
У серпні 2015 року підписав 2-річний контракт з португальським клубом «Авеш». Під час дебюту в португальському клубі португальські ЗМІ через зовнішню схожість та однакове ім'я сплутали його з іншим гравцем донецького «Металурга», Антоном Поступаленко.
Протягом свого перебування в «Авеші» зіграв 8 матчів у національному чемпіонаті. Останні пів року свого контракту на правах оренди провів у «Тіренсе» з третього дивізіону португальського чемпіонату, в якому зіграв лише 1 поєдинок. 1 червня 2016 року разом зі ще двома українцями залишив розташування «Авеша». Сезон 2016/17 років провів в іншому нижчоліговому клубі, «Понті да Барка», в складі якого зіграв 24 матчі та відзначився 1 голом.

## Кар'єра в збірній
Викликався до юнацьких збірних України різних вікових категорій.